# Floh de Cologne
I Floh de Cologne sono stati un gruppo musicale e cabarettistico tedesco, tra gli esponenti principali del genere cosiddetto politik-rock (rock con forti ascendenze politiche).

## Storia della band
Gerd Wollschon, Markus Schmidt, Hans-Jorg "Hansi" Frank e Britta Baltruschat, studenti dell'Università di Colonia, fondano il gruppo a Colonia nel 1966. Il nome del gruppo (letteralmente, pulce di Colonia) è un gioco di parole che trae spunto dall'eau de cologne. Vicini alla Außerparlamentarische Opposition, simpatizzanti del Deutsche Kommunistische Partei, la loro appartenenza alla sinistra radicale ne ha limitato la presenza nei mass-media mainstream. Fin dal primo album Vietnam sono stati espliciti nell'opporsi alla politica americana e al sistema consumistico.

## Formazione
Membri della band dal 1966
- Britta Baltruschat (voce)
- Gerd Wollschon (voce / tastiere)
- Markus Schmidt (basso / violino)
- Hans-Jorg "Hansi" Frank (batteria / tastiere)
- Dieter Klemm (voce / gestione)

Altri membri
- Theo König (sassofono / clarinetto / armonica)
- Dick Städtler (basso / chitarra)
- Vridolin Enxing (tastiere / basso elettrico / chitarra / violoncello)

## Discografia

### Studio album
- 1968 - Vietnam (Pläne Verlag, $ 33101; con Dieter Süverkrüp)
- 1970 - Fließbandbabys Beat-Show (Ohr, OMM 56000)
- Rockoper Profitgeier (1971)
- Lucky Streik (1973)
- Geyer-Symphonie (1974)
- Mumien – Kantate für Rockband (1974)
- Dieser Chilenische Sommer War Heiß (1974)
- Tilt! (1975)
- Rotkäppchen (1977)
- Prima Freiheit (1978)
- Koslowsky (1980)
- Faaterland (1983)